# Peperomia juruana
Peperomia juruana är en pepparväxtart som beskrevs av C. Dc.. Peperomia juruana ingår i släktet peperomior, och familjen pepparväxter. Inga underarter finns listade i Catalogue of Life.